# Pinotepa de Don Luis
Pinotepa de Don Luis es una localidad del estado mexicano de Oaxaca. Es cabecera del municipio de Pinotepa de Don Luis.

## Demografía
| Censo | Población |
| ----- | --------- |
| 1900  | 1 885     |
| 1910  | 2 245     |
| 1921  | 1 995     |
| 1930  | 2 131     |
| 1940  | 2 206     |
| 1950  | 2 864     |
| 1960  | 2 833     |
| 1970  | 3 678     |
| 1980  | 4 143     |
| 1990  | 4 877     |
| 1995  | 4 891     |
| 2000  | 5 242     |
| 2005  | 5 822     |
| 2010  | 5 692     |
| 2020  | 5 471     |